# Drosophila cordeiroi
Drosophila cordeiroi este o specie de muște din genul Drosophila, familia Drosophilidae, descrisă de Brncic în anul 1978. Conform Catalogue of Life specia Drosophila cordeiroi nu are subspecii cunoscute.